# Mike Urbaniak
Mike Urbaniak (ur. 1981) – polski animator kultury, dziennikarz i krytyk teatralny.

## Życiorys
Mike Urbaniak urodził się w 1981. Pracował w TR Warszawa oraz Nowym Teatrze w Warszawie. W latach 2010–2011 był redaktorem naczelnym magazynu „WAW”. Współprowadził program Kultura w wielkim mieście w Programie Drugim Polskiego Radia. Był także felietonistą portalu e-teatr.pl prowadzonym przez Instytut Teatralny w Warszawie, współprowadził audycję Kultura w wielkim mieście w radiowej Dwójce i gospodarzem audycji Pan od kultury w Polskim Radiu RDC. Członek jury TEDxRawaRiver.
Prowadził blog kulturalny Pan od kultury (strona obecnie zawieszona). Pisze felietony do „Wysokich Obcasów”, weekendowego dodatku do „Gazety Wyborczej” i weekendowego magazynu Gazeta.pl, oraz prowadził cykl spotkań z wybitnymi osobistościami polskiego teatru Moja historia, odbywających się regularnie w Instytucie Teatralnym w Warszawie. Autor wywiadów ze znanymi osobistościami kultury, np. Krystyną Sienkiewicz, Andą Rottenberg, Krzysztofem Warlikowskim, Katarzyną Kozyrą, czy Stanisławą Celińską. Współautor pomysłu na płytę Nowa Warszawa nagraną w 2013 przez Stanisławę Celińską wraz z kwartetem Royal String Quartet i pianistą Bartkiem Wąsikiem.
Działał w środowisku gejowskim. Był związany również z organizacjami żydowskimi, m.in. współprowadził projekt Kibbutz Sztuki promujący współczesną kulturę izraelską.
Prowadził audycje w radiu Medium Publiczne, należąc także do Rady Fundacji Dziennikarskiej.

## Wybrane publikacje
- Mike Urbaniak, Dominika Buczak: Gejdar. Ha!art, Warszawa, 2008. ISBN 978-83-61407-52-2.